# Ильин, Николай Иванович (футболист)
Никола́й Ива́нович Ильи́н (14 [27] июля 1911, Москва — 1992, Москва) — советский футболист и хоккеист с мячом, заслуженный мастер спорта. Наиболее известен по выступлениям за московские команды «Локомотив» и «Торпедо».

## Биография
Николай Ильин начал играть в футбол в московской команде «Сахарники» в 1925 году. С 1927 года защищал цвета РКимА, переименованного в 1931 году в «Серп и Молот». В 1936 году принял решение перейти во вновь образованный из «Казанки» и КОРа «Локомотив». Переход был непростым и сопровождался бюрократическими проволочками и скандалами. Константин Есенин отмечал, что в игре открытия сезона 6 мая 1936 года против ЦДКА арбитр встречи указал на то, что Николай Ильин и Михаил Жуков (бывший игрок ЗИСа) должны покинуть поле из-за запрета на переход игроков. В знак протеста играющий тренер Алексей Столяров увёл с поля всю команду. Впоследствии разрешение на переход было дано, поскольку запрет вступал в силу лишь в середине месяца. В весеннем первенстве СССР Ильин провёл лишь две игры, однако был бесспорным игроком основы своей команды в розыгрыше Кубка СССР, первым обладателем которого в том году стал железнодорожный клуб. В осеннем первенстве из 7 игр провёл 5, причём Ильин заработал удаление в первой же игре против «Спартака».
В 1936 году в составе московского «Локомотива» Николай Ильин занял 6-е место в чемпионате СССР по хоккею с мячом. В турнире в 6 играх отметился двумя забитыми голами.
В довоенных чемпионатах неизменно выступал за «Локомотив». В 1938 году Ильин, вместе с Иваном Андреевым и Владимиром Мошкаркиным, был капитаном команды. Всего провёл за «Локомотив» 109 матчей — в чемпионатах СССР сыграл за «железнодорожников» в 96 матчах (забил 5 голов), а также принял участие в 13 матчах в розыгрышах Кубка СССР.
В 1940 году отправился вместе с московским «Спартаком» в турне в Болгарию, где сыграл в двух встречах спартаковцев. В анкете участников того турне указано, что образование Ильина — неоконченное среднее, он женат, имел сына, по специальности — помощник мастера, беспартийный.
В начале 1941 года «Локомотив», вместе с «Торпедо», «Металлургом» и «Крыльями Советов», был расформирован и на базе этих команд были образованы две сборные Профсоюзов. Ильин попал в первую сборную, которая на момент начала Великой Отечественной войны замыкала турнирную таблицу чемпионата СССР.
В годы войны работал на автозаводе имени Сталина разметчиком. Вместе с ним трудились Анатолий Акимов, Александр Пономарёв и другие футболисты. По окончании войны Ильин решил остаться в автозаводской команде «Торпедо», в составе которой в 1945 году завоевал бронзу первенства СССР, а в 1947 году дошёл до финала кубка страны.
На поле отличался большой работоспособностью, образцовым выполнением оборонительных функций, обладал «первым пасом» и сильным ударом. В хоккее с мячом выступал на позиции правого крайнего нападающего. В футболе играл на различных позициях в полузащите (в центре, на фланге, чаще ближе к обороне, но иногда и к атаке).
После завершения спортивной карьеры продолжил работать на заводе ЗИЛ. Умер в Москве в 1992 году.

## Титулы и достижения
- Обладатель Кубка СССР (1): 1936
- Финалист Кубка СССР (1): 1947
- Бронзовый призёр чемпионата СССР (1): 1945
- В списке 55 лучших футболистов СССР (1): 1938
- Заслуженный мастер спорта СССР: 1944